# Rathaus Voitsberg

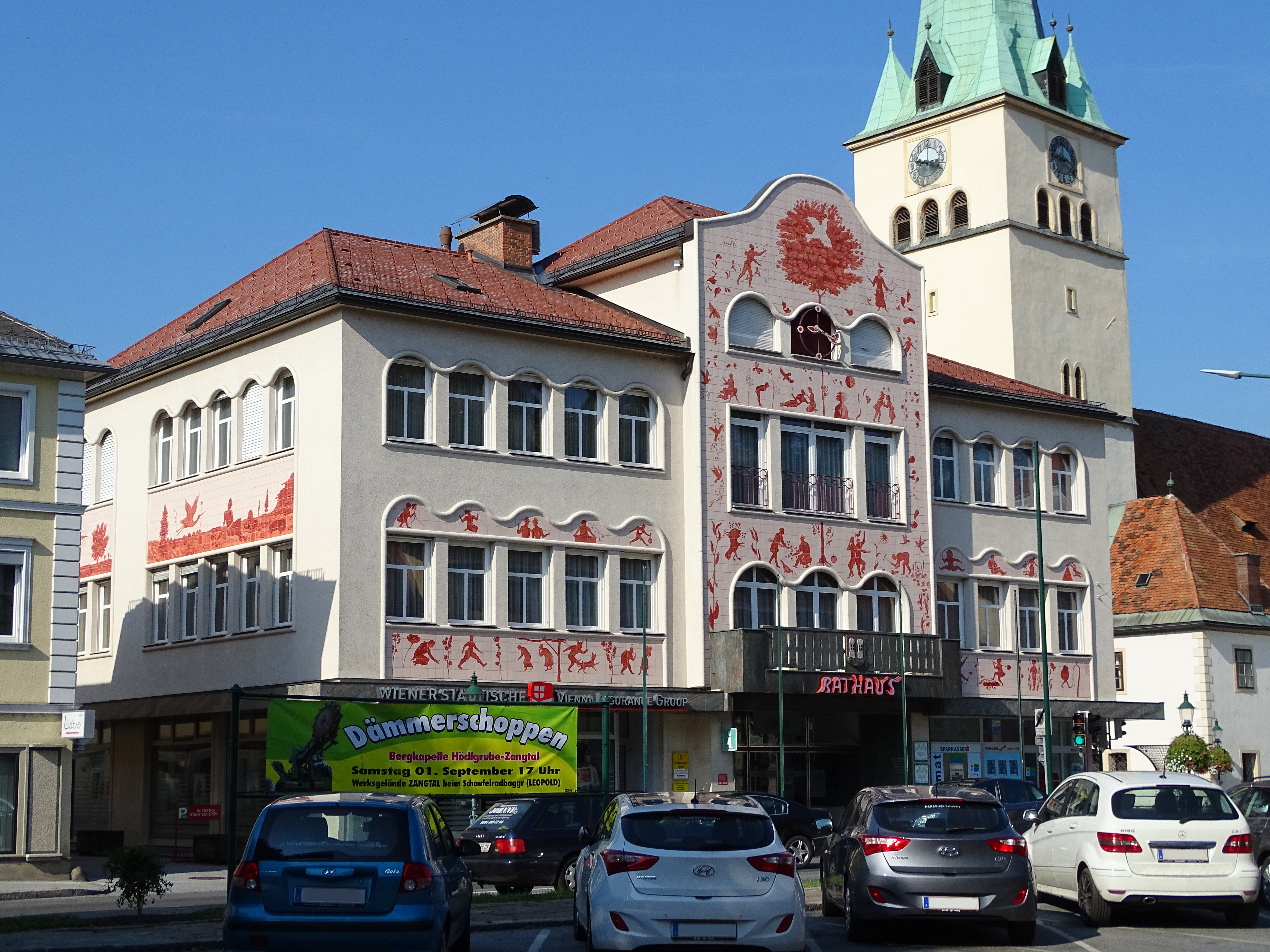
Das Voitsberger Rathaus im August 2018. Rechts sieht man die Michaelkirche.

Das Voitsberger Rathaus, auch Arik-Brauer-Rathaus oder Kunsthaus Rathaus genannt, ist das Rathaus der Stadtgemeinde Voitsberg in der Weststeiermark. Seine Geschichte reicht bis auf die zweite Hälfte des 18. Jahrhunderts zurück. Es ist vor allem für seine Fassadengestaltung durch Arik Brauer bekannt.

## Lage

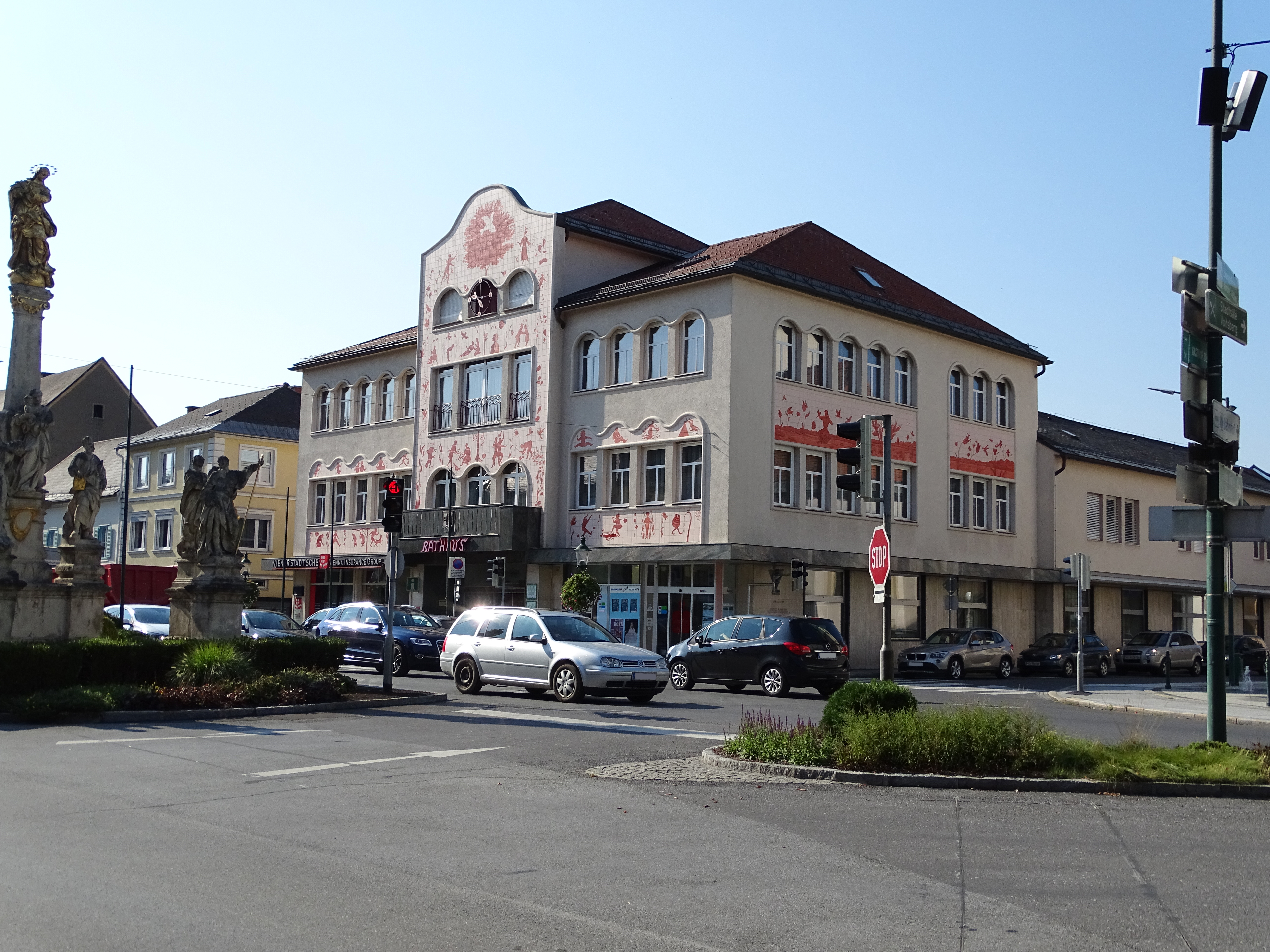
Das Voitsberger Rathaus im August 2018. Links sieht man die Mariensäule am Hauptplatz.

Das Rathaus hat die Adresse Hauptplatz 1 und befindet sich in der Katastralgemeinde Voitsberg Stadt der Stadtgemeinde Voitsberg. Am Hauptplatz vor dem Rathaus steht die Mariensäule und neben dem Rathaus befindet sich die Michaelkirche.

## Geschichte
Das Gebäude, welches sich ursprünglich am Standort des heutigen Rathauses befand und sich seit 1611 urkundlich nachweisen lässt, wurde 1788 von der Gemeinde erworben und bis 1801 zum Rathaus umgestaltet. Zuvor war als Rathaus das Gebäude mit der heutigen Adresse Hauptplatz 16 genutzt worden. Im Jahr 1910 übernachtete der Kaiser Franz I. mit seiner Frau im Rathaus. Zwischen 1848 und 1900 übersiedelte die Stadtverwaltung in das alte Sparkassengebäude in der Gerichtsgasse 1–3, da das Rathaus als Sitz des Bezirksgerichtes fungierte. Aber ab 1900 befand sich die Stadtverwaltung wieder im Gebäude Hauptplatz 1.
Die Sparkasse Voitsberg-Köflach ließ 1958 eine Wechselstube im Gebäude einrichten. Nach einem Brand wurde das Gebäude ab 1966 abgebrochen und 1966/67 durch einen Neubau ersetzt. Der Wiener Künstler Arik Brauer gestaltete im Jahr 2002 die Außenfassade im Stile des Phantastischen Realismus neu und 2003 bekam das Rathaus ein Glockenspiel.

## Beschreibung
Das heutige Rathaus wurde 1966/67 nach Plänen des Architekten Alois Blaha und unter der Bauleitung des Stadtbaumeisters Karl Probst errichtet. Die Außenfassade des Rathauses wurde 2002 von Arik Brauer im Stil des phantastischen Realismus mit handbemalten Fliesen in Mosaikform neu gestaltet. Die Fliesen bedecken eine Fläche von rund 120 Quadratmetern und zeigen bildlich gemachte Sinnsprüche. Der Giebel zeigt in der Mitte eine Baumkrone, welche eine Ausnehmung in der Form einer Friedenstaube hat. Die vom Baum fallenden Früchte werden von Adam und Eva aufgefangen. Auf der linken Giebelseite befindet sich zwei Bilder, die einen Mann beim Spielen einer Mundharmonika zeigen und welcher damit Pflanzen und Vögel erfreut. Die zwei Bilder auf der rechten Giebelseite zeigen eine Frau, welche die Vögel beim Nestbau beobachtet. Die 29 Bilder an allen Gebäudeseiten zeigen die folgenden Sinnsprüche:
- Lügen haben kurze Beine.
- Sag niemals voreilig ab.
- Mach dir kein Feindbild, es könnte ein Selbstbild sein.
- Der kurzen Rede langer Sinn.
- Zeit ist Geld – Geld ist nicht Zeit.
- Wer das Kleine nicht ehrt, ist das Große nicht wert.
- Was man nicht im Kopf hat, hat man in den Beinen.
- Mitgegangen – Mitgehangen.
- Quäle nie ein Tier zum Scherz, denn es fühlt wie du den Schmerz.
- Es gibt nichts Schlechtes, außer man möchte es.
- Was du nicht willst, dass man dir tut, das füg` auch keinem anderen zu.
- Was ein Häkchen werden will, muss sich bei Zeiten krümmen.
- Liebe geht durch den Magen.
- Kein Licht ohne Schatten.
- Alte Liebe rostet nicht.
- Der Fisch stinkt beim Kopf.
- Es gibt nichts Gutes, außer man tut es.
- Der Apfel fällt nicht weit vom Stamm.
- Reden ist Silber, schweigen ist Gold.
- Ohne Fleiß kein Preis.
- Morgenstund` hat Gold im Mund.
- Wer zuletzt lacht, lacht am besten.
- Wie gewonnen, so zerronnen.
- Hochmut kommt vor dem Fall.
- Übermut tut selten gut.
- Wer anderen eine Grube gräbt, fällt selbst hinein.
- Wo die Liebe hinfällt, da brennt`s.
- Der Krug geht so lange zum Brunnen, bis er bricht.
- Alles, was Flügel hat, fliegt.

Das 2003 eingebaute Glockenspiel hat sechs Figuren aus Keramik, welche den Frieden, die Gerechtigkeit, die Klugheit, die Liebe, den Mut sowie den Naturschutz darstellen. Es spielt stündlich die Melodie des Erzherzog-Johann-Liedes.
Das Stiegenhaus sowie die Gänge des Rathauses dienen als ständige Galerie für Werke von heimischen Künstlern wie Friedrich Aduatz, Gottfried Fabian, Alfred Schlosser und Franz Weiss sowie als Raum für Vernissagen.